# 某某妻
《某某妻》，是2015年1月至2015年3月於日本電視台水10時段（22:00 - 22:54，JST）播出的電視連續劇，由遊川和彥編劇，柴崎幸初次單獨主演，製作班底為《家政婦女王》原班人馬。
此劇是柴崎幸出道17年來首次單獨主演的電視劇。
本劇標語為：「你可以犧牲自己的一切，來愛自己的丈夫嗎？」

## 概要
光（柴崎幸飾），人人稱之為理想中的家庭主婦，在家默默支持著從事新聞工作的丈夫正純（東山紀之 飾），不論是家務事或是丈夫公司的事，她都全心全意，盡心盡力。
「某某（原文為）」代表兩人之間某個重要的祕密……。
「你可以犧牲自己的一切，來愛自己的丈夫嗎？」

## 登場角色

### 久保田家
某某妻／井納光 - 柴咲幸
正純的契約妻子，舊職為護士。最後為守護正純而亡。
久保田正純（42） - 東山紀之
光的契約丈夫，新聞主播。
久保田作太郎（75） - 平泉成
正純的父親。
久保田仁美（77） - 岩本多代
正純的母親。
河西美登利（47） - 渡邊真起子
正純的大姊，兩個孩子的母親。
久保田實結（44） - 奥貫薰
正純的二姊。
河西大輝（13） - 浦上晟周
美登利的兒子。
河西成美（5） - 平澤宏宏路
美登利的女兒。
井納千春（54） - 黑木瞳
光的媽媽，正純的外母。

### News Life
板垣雅己（32） - 城田優
新聞節目「NEWS LIFE」製作人。
風谷愛（25） - 蓮佛美沙子
新人主播。
岸伸一 - 中林大樹
新聞節目「NEWS LIFE」導播。
竹下橙子 - Sharo
新聞節目「NEWS LIFE」助理製作人。
三木武 - 木戶邑彌
新聞節目「NEWS LIFE」助理導播。

### 其他
廣告主角 - 鈴木福
虛構商品潤清香的廣告代言人。

### 客串角色
第1話
丸山純一 - 小市慢太郎
有望角逐諾貝爾獎的小說家，在小光的要脅下，承諾參與《News Life》錄影。
第2話
吉田繁子 - 柳谷由夏
女性守護會的代表。
計程車司機 - 太川陽介（友情演出）
小光曾要求與他進行契約婚姻。
第8話
宮澤拓巳 - 要潤（第9話－第10話）
替代正純主持《News Life》的主播。
第9話
山田 - 中村靖日
住院病患，將正純與光的事情曝小光到網路上。
護士長 - 春風瞳
護士 - 瀧裕可里
小光的同事，常因各種原因要求與小光換班。
病患 - 市川千惠子
病患 - 福田由美

## 製作人員
- 劇本：遊川和彥
- 劇本協助：小島剛人
- 導演：猪股隆一、日暮謙、鈴木勇馬
- 製作人：大平太（日语：大平太）、福井宏、太田雅春
- 協助製作人：田上里莎
- 統籌：伊藤響
- 標題背景：熊本直樹、山崎南海子
- 報道監修：清水潔
- 法律監修：吉羽真一郎
- 醫療監修：中澤曉雄、山本昌督
- 看護指導：石田喜代美
- 劇中料理：赤堀博美
- 主題曲：〈至上的人生〉椎名林檎（詞、曲、演唱）[5]
- 背景音樂：池賴廣
- 製作班底：5年D班（日语：5年D組）
- 出品：日本電視台

## 播出日程與收視率
| 集數                                                     | 播出日期 | 中文標題                                                 | 日文標題 | 導演     | 收視率 | 備註       |
| -------------------------------------------------------- | -------- | -------------------------------------------------------- | -------- | -------- | ------ | ---------- |
| 第1話                                                    | 1月14日  | 隱藏在完美姿態下丈夫所不知的五張臉…今晚揭曉其一！        |          | 豬股隆一 | 14.4%  | 延長10分鐘 |
| 第2話                                                    | 1月21日  | 為何她執著於契約結婚？不能對丈夫訴說的秘密與困境         |          | 豬股隆一 | 15.2%  |            |
| 第3話                                                    | 1月28日  | 契約夫婦選擇的偽裝生活……對拯救丈夫的妻子之無情宣告！     |          | 豬股隆一 | 13.9%  |            |
| 第4話                                                    | 2月04日  | 早上回家強行要求行房……在失控丈夫下揭曉那祈禱的自白！     |          | 日暮謙   | 15.2%  |            |
| 第5話                                                    | 2月11日  | 豁出去的坦承！即使這樣的女人也好，請和我結婚！           |          | 豬股隆一 | 14.7%  |            |
| 第6話                                                    | 2月18日  | 要結婚是真的嗎？可以原諒過去的事嗎？丈夫對妻子的祈禱……？ |          | 豬股隆一 | 13.3%  |            |
| 第7話                                                    | 2月25日  | 若我的存在讓你痛苦，最後送你這句話                       |          | 鈴木勇馬 | 14.3%  |            |
| 第8話                                                    | 3月04日  | 若不准我死……最後請讓我在妳胸膛哭泣                       |          | 日暮謙   | 12.9%  |            |
| 第9話                                                    | 3月11日  | 我什麼都不要了。只要有妳在！遲鈍丈夫的決斷               |          | 豬股隆一 | 13.9%  |            |
| 最終話                                                   | 3月18日  | 老婆！這是我最後的答案！                                 |          | 豬股隆一 | 14.7%  | 延長10分鐘 |
| 平均收視率 14.3%（收視率由Video Research於關東地區統計） |          |                                                          |          |          |        |            |

## 外部連結
- 《〇〇妻》日本電視台官方網站 （页面存档备份，存于）（日語）
- 《〇〇妻》衛視中文台官方網站
- 互联网电影数据库（IMDb）上《某某妻》的资料（英文）

| 日本 日本電視台 日本電視台週三連續劇    | 日本 日本電視台 日本電視台週三連續劇 | 日本 日本電視台 日本電視台週三連續劇 |
| --------------------------------------- | ------------------------------------ | ------------------------------------ |
|                                         | 某某妻 （2015年1月14日－3月18日）    |                                      |
| 今天不上班 （2014年10月15日－12月17日） | Dr.倫太郎 （2015年4月15日－6月17日） |                                      |

| 臺灣 衛視中文台 星期一至五 22:00 - 23:00                | 臺灣 衛視中文台 星期一至五 22:00 - 23:00    | 臺灣 衛視中文台 星期一至五 22:00 - 23:00     |
| ------------------------------------------------------- | ------------------------------------------- | -------------------------------------------- |
|                                                         | 〇〇妻 （2016年1月11日 - 2016年1月26日）    |                                              |
| 愛你的時間 （2015年12月7日 - 2016年1月8日）             | 最後的刑警 （2016年1月27日 - 2016年2月4日） |                                              |
| 臺灣 星衛娛樂台 星期一至五 20:00 - 21:00                |                                             |                                              |
| 傲慢與偏見 （2015年12月14日 - 2016年1月22日）           | 〇〇妻 （2016年1月25日 - 2016年2月9日）     | 最後的刑警 （2016年2月10日 - 2016年2月18日） |
| 臺灣 FOX、FOX HD 星期一至五 20:00 - 21:00               |                                             |                                              |
| 愛你的時間 （原音版） （2016年3月21日 - 2016年4月22日） | 〇〇妻 （2016年4月25日 - 2016年5月10日）    | 最後的刑警 （2016年5月11日 - 2016年5月19日） |
| 臺灣緯來日本台 星期一至五 22:00-00:00                   |                                             |                                              |
| 派遣女王 (2018年8月29日-2018年9月11日)                  | 神秘嬌妻 (2018年9月12日-)                   | —                                            |